# Tomasz Zahorski
Tomasz Zahorski (Barczewo, Polonia, 22 de noviembre de 1984) es un futbolista polaco. Juega de delantero y su equipo actual es el GKS Katowice de la I Liga de Polonia.

## Biografía
Zahorski empezó su carrera futbolística jugando en varios equipos hasta que en la temporada 04-05 firmó un contrato profesional con el OKS 1945 Olsztyn.
En 2005 ficha por el Dyskobolia Grodzisk Wielkopolski, equipo con el que debuta en la Ekstraklasa el 4 de marzo contra el Wisła Cracovia. En este equipo casi no dispone de oportunidades y al año y medio se marcha cedido al Górnik Łęczna, donde jugó media temporada como titular y marcó cuatro goles.
El 14 de junio de 2007 ficha por su actual club, el Górnik Zabrze, que tuvo que desembolsar alrededor de 800.000 dólares para hacerse con sus servicios.

### Selección nacional
Ha sido internacional con la Selección de fútbol de Polonia en 13 ocasiones. Su debut como internacional se produjo el 17 de octubre de 2007 en un partido contra Hungría. Anotó su primer tanto con la camiseta nacional el 27 de febrero de 2008 contra Estonia.
Fue convocado para participar en la Eurocopa de Austria y Suiza de 2008, donde jugó unos minutos frente a Croacia.

## Clubes
| Club                             | País           | Año       |
| -------------------------------- | -------------- | --------- |
| Tęcza Biskupiec                  | Polonia        | 2003      |
| Pisa Barczewo                    | Polonia        | 2004      |
| OKS 1945 Olsztyn                 | Polonia        | 2004-2005 |
| Dyskobolia Grodzisk Wielkopolski | Polonia        | 2005-2006 |
| Górnik Łęczna                    | Polonia        | 2006-2007 |
| Górnik Zabrze                    | Polonia        | 2007-2012 |
| MSV Duisburgo                    | Alemania       | 2012      |
| Jagiellonia Białystok            | Polonia        | 2012      |
| Górnik Zabrze                    | Polonia        | 2013      |
| San Antonio Scorpions            | Estados Unidos | 2013-2014 |
| Charlotte Independence           | Estados Unidos | 2015      |
| GKS Katowice                     | Polonia        | 2016-     |

## Títulos
- 1 Copa de Polonia (Dyskobolia Grodzisk Wielkopolski; 2006/07)
- 1 Copa de la liga de Polonia (Dyskobolia Grodzisk Wielkopolski; 2007)